# 韦尔 (艾奥瓦州)
韋爾（英語：Vail）是一個位於美國愛荷華州克勞福德縣的城市。

## 地理
韋爾的座標為42°03′40″N 95°12′09″W / 42.06111°N 95.20250°W，而該地的平均海拔高度為384米（即1260英尺）。

## 人口
根據2010年美國人口普查的數據，韋爾的面積為1.48平方千米，當中陸地面積為1.48平方千米，而水域面積為0.00平方千米。當地共有人口436人，而人口密度為每平方千米294人。